# Университетска криза (1907)
Университетската криза от 1907 година е политическа криза в България, предизвикана от посегателството на княз Фердинанд и стамболовистите срещу автономията на Софийския университет.

## Възникване и ескалация
В края на 1906 година социалните условия в България се влошават вследствие от пренапрягането на държавните финанси и увеличаването на данъчното бреме. Недоволството на преподавателите и учащите в Университета нараства, поради плановете на правителството на Димитър Петков да ограничи самоуправлението му. Студентите организират демонстрации срещу намеренията на управляващите и в солидарност на започналата през декември масова стачка на железничарите. Протестите са повлияни от революцията в Русия.

Напрежението между студентите и управляващите ескалира при откриването на Народния театър в София на 3 януари 1907. За случая в новата сграда са допуснати само подбрани от властта лица. Комитетът, който устройва тържеството, предоставя на студентите само 60 покани за места в галерията, поставени са ограничения и пред други лица, свързани с просветата и културата. Студентите са разгневени от ограниченията, в които виждат участие на княза. Както пише един от студентите, Божидар Здравков, 
| „ | Засегна ни ... пренебрежението на комитета към професорите и писателите - културни труженици, на които мястото е тук - на които се дадоха задни места, а някои не бяха и поканени, когато на подпоручици от Софийския гарнизон - по 4 билета за офицерите от всеки полк - хора, които това тържество най-малко засяга, се дадоха толкова места и то в първите редове. | “ |

Студентите връщат своите покани на министъра на народното просвещение Иван Шишманов и решават да демонстрират при откриването на театъра. Те посрещат с освиркване и снежни топки пристигащия на каляска Фердинанд. Конният конвой на княза разпръсква стотиците демонстранти, но поканените за освещаването на Народния театър представители на дипломатическия корпус стават свидетели на скандала. Правителството вижда в случката проява на анархизъм, вдъхновена от преподавателите в университета, една част от които са дейци на антимонархическата Радикалдемократическа партия и автори (Георги Данаилов, Стефан Киров) на публикации срещу Фердинанд. Подтиквано от княза, ден по-късно то взема решение да затвори университета за половин година и да уволни всички професори и лектори. Решението е приложено на практика, след като е утвърдено с княжески Указ № 2. Академичната общност го обявява за незаконно и свиква митинг на 8 януари, но в същото време полиция и войска блокират сградата на университета. Голям брой студенти са арестувани и впоследствие интернирани по родните си места или изпратени в казармата.

## Обществена реакция
Репресиите срещу студентите, последвани и от масови уволнения на учители заради активната им позиция по социалните проблеми и критики към управлението, предизвикват широко недоволство в Княжеството и в европейския либерален печат. В страната те насърчават сформирането на „Патриотичен блок“ от Народната и други опозиционни партии. В защита на уволнените се обявяват Константин Величков, Иван Вазов, Константин Иречек и други влиятелни интелектуалци. Междувременно управляващите приемат законодателство, което забранява членуването на студенти в политически организации, премахва окончателно университетската автономия, налага административна намеса в назначаването на преподаватели и в дисциплинарните наказания на студенти и засилва съдебното преследване срещу критичните спрямо княза вестници. Новият министър на народното просвещение Никола Апостолов, който заменя несъгласния с политиката срещу университета Иван Шишманов, се опитва да реши кризата, като привлече част от уволнените професори. Те обаче отхвърлят постъпките му, докато не бъдат възстановени на работа всичките им колеги. Няколко чуждестранни учени също отклоняват поканите му. Това принуждава Апостолов да назначи на мястото на уволнените професори гимназиални учители без необходимите познания и авторитет. Университетът е открит отново през есента 1907 без преподаватели за ключови дисциплини и за целия юридически факултет. Новоназначените редовни и извънредни професори са подложени на унищожителна критика в неправителствения печат, а вместо 1 300 студенти, учили в университета непосредствено преди закриването му, девет месеца по-късно се записват едва стотина, голяма част от тях чиновници, действащи по задължение.

## Развръзка
Университетската криза подронва престижа на стамболовистите и принуждава Фердинанд да потърси алтернативно управление. Сред първите действия на Демократическата партия, дошла на власт през януари 1908 година, е да върне на работа старите преподаватели и да възстанови изключените студенти. На 31 януари възстановеният университет най-после отваря врати. Обнародвано е изявление, завършващо по следния начин: 
| „ | Почваме пак своята просветителна дейност с твърда воля, достойно да се издължим народу за подкрепата му и за честта, която ни оказа, като храним при туй дълбоко уверение, че отнетата със закон университетска автономия ще бъде още в първата законодателна сесия съгласно с даденото ни от сегашното правителство обещание, подкрепено и чрез изявленията на всички политически народни партии, изново узаконена. Да живее свободата на българската наука! | “ |